# اشکال زندگی گیاهان رونکیئر

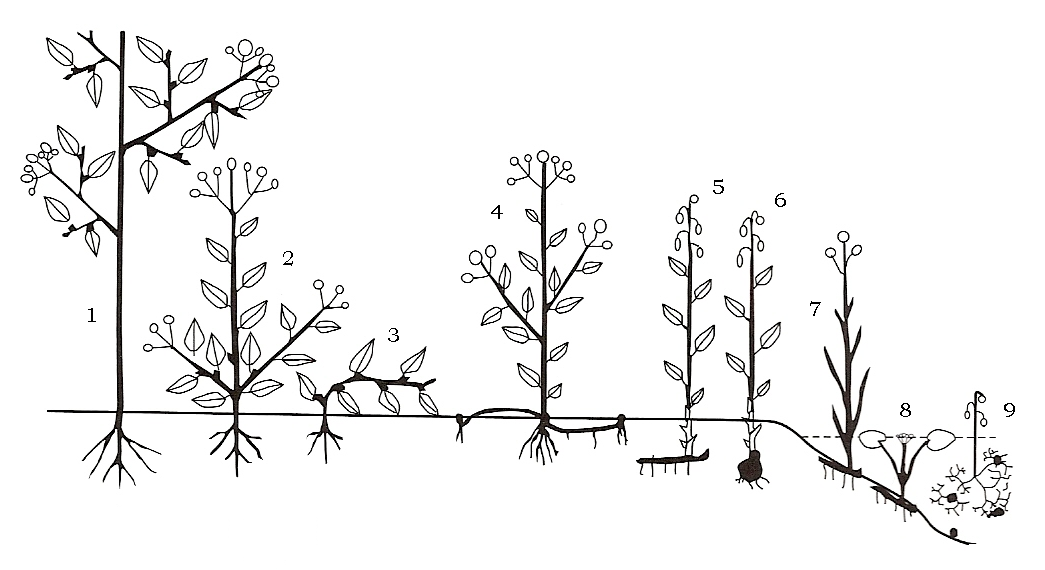
اشکال زندگی

سیستم رونکیئر سیستمی برای طبقه‌بندی گیاهان با استفاده از دسته‌بندی‌های شکل زندگی است که توسط گیاه‌شناس دانمارکی کریستین سی. رونکیئر ابداع شد و بعداً توسط نویسندگان مختلف توسعه یافت.

## تاریخچه
این اولین بار در یک سخنرانی با انجمن گیاه‌شناسی دانمارک در سال ۱۹۰۴ پیشنهاد شد، همان‌طور که از بحث چاپی آن سخنرانی می‌توان استنباط کرد، اما نه خود سخنرانی و نه عنوان آن. مجله Botanisk Tidsskrift نظرات کوتاهی را در مورد سخنرانی MP Porsild با پاسخ‌های  کریستین سی. رونکیئر منتشر کرد. سال بعد یک حساب کاملتر به زبان فرانسوی ظاهر شد. رونکیئر بیشتر در مورد سیستم توضیح داد و این را در دانمارکی در سال ۱۹۰۷ منتشر کرد.
یادداشت اصلی و مقاله ۱۹۰۷ بعدها به انگلیسی ترجمه شد و با آثار جمع‌آوری شده راونکییر منتشر شد.

## نوسازی
طرح شکل زندگی کریستین سی. رونکیئر  متعاقباً توسط نویسندگان مختلف اصلاح و اصلاح شد، اما ساختار اصلی باقی مانده‌است. سیستم شکل زندگی رونکیئر ممکن است در تحقیق در مورد دگرگونی‌های موجودات زنده و پیدایش برخی از گروه‌های حیوانات گیاهخوار مفید باشد.